# Breedekloof
Breedekloof is een wijndistrict in Zuid-Afrika van ongeveer 12.400 hectare. Het behoort tot de wijnregio Breede River Valley aan de West-Kaap.
De wijn die er geproduceerd wordt, wordt voornamelijk gebruikt voor brandy of wordt als bulkwijn verkocht. Het is derhalve niet zo'n relevant wijngebied in Zuid-Afrika. Toch zijn er enkele wijnbedrijven die goede wijnen maken van Pinotage, Chardonnay en/of Sémillon. De meest voorkomende druivenrassen zijn Chenin Blanc, Colombard, Chardonnay, Sauvignon Blanc en Cabernet Sauvignon.
De bodem van Breedekloof bevat veel leem, wat heel gunstig is voor de wijnbouw. Overdag kan de temperatuur hoog oplopen, maar 's nachts daalt deze sterk door de lucht van zee.